# 関根麻帆
関根 麻帆（せきね まほ）は、日本の女優。東京都出身。血液型はA型。

## 主な出演作品

### 舞台
- 劇団四季公演（2003年 - 2010年）
  - 「魔法をすてたマジョリン」マジョリン 役
  - 加藤道夫追悼公演「思い出を売る男」花売り娘 役
  - 「赤毛のアン」ジョシー・パイ 役
  - 「はだかの王様」ホック 役
- 自由劇場杮落し公演
  - 「オンディーヌ」
- 音楽座ミュージカル（2010年7月・8月）
  - 「LOVE OF SEVEN DOLS -七つの人形の恋物語り-」主演：ムーシュ 役
- 別世界カンパニー（2011年6月）
  - 「桜の園」主演：ラネーフスカヤ 役
- Guild q
  - 「The heart break hotel」（2011年10月）
  - 「Players-崖っぷちのラプソディー」 （2013年5月）主演
- Project Nyx（2012年1月）
  - 「浅草版・くるみ割り人形」
- 新宿梁山泊
  - 韓国公演
    - 「宇田川心中」（2012年3月）
    - 「百年風の仲間たち」（2012年8月・9月）

  - 海外凱旋公演
    - 「百年風の仲間たち」（2013年7月）
- テラヤマ見世物ミュージカル（2012年11月、F/T12フェスティバル東京）
  - 「地球空洞説」
- 青蛾館プロデュース（2013年1月）
  - 「狂人教育」主演
- 坊ちゃん劇場
- 「～おかやま桃太郎伝説～鬼の鎮魂歌」桃子役
- 父と暮らせば  美津江役 (2018年11月)[1]

### CM
- 2011Jリーグプロモーション（松木安太郎）